# Olleta (Navarra)
Olleta  es una pequeña localidad y concejo del municipio de Leoz, situada en la Valdorba, un valle de la zona media de Navarra al nordeste de Tafalla.  En el que se pueden encontrar múltiples muestras de arte románico, como el puente y la iglesia de Olleta.

## Historia
Se pueden encontrar referencias de Olleta y los pueblos colindantes desde 1264 en un bando de Teobaldo II de Navarra.
También queda constancia en 1383 de que "los labradores de Olleta pagaban de pecha a la corona 66 cahíces y 3 cuartales de pan meitadenco". De la época románica quedan en el pueblo el puente de piedra, la iglesia de la Asunción y en las proximidades un monumento de piedra con una cruz de hierro en la parte superior.

## Patrimonio
- Puente románico: En Olleta el río Cidacos converge con el riachuelo Rapietas, esta circunstancia hace que la localidad cuenta con tres puentes. Uno de ellos es el puente románico que pudo ser construido en el siglo XII. El puente da acceso a una casa en la que estaba situada la escuela (ahora utilizada para reuniones del concejo), que a su vez está unida a la que era la casa del párroco y la iglesia.

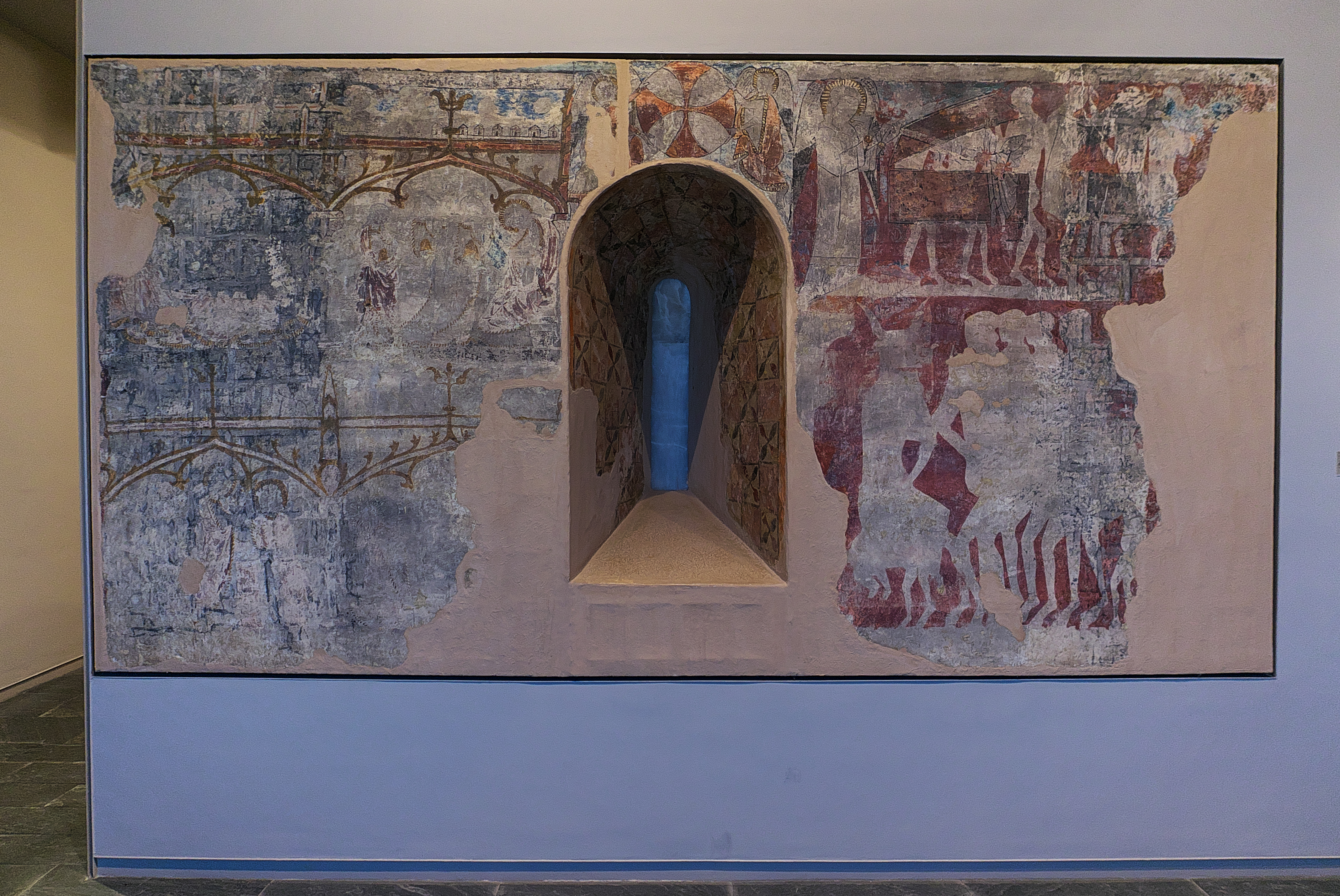
Pintura en el intradós de la Iglesia de la Asunción de la Virgen (Olleta, Navarra)

- Iglesia románica de la Asunción: Su construcción se data de la segunda mitad del siglo XII. Junto con la ermita de Catalina de Alejandría, en Azcona, y el monasterio de San Jorge de Azuelo, es una de las muestras más interesantes del románico rural navarro. Destaca la construcción en la parte superior de una cimborrio o linterna con una disposición poco habitual que pudo tomar como referencia el modelo de la situada en el castillo de Loarre, en Aragón.

Dentro del templo se encuentra una primitiva pila bautismal y podemos ver capíteles con pinturas aunque el resto de las pinturas murales de esta iglesia fueron trasladadas al museo de Navarra para evitar su deterioro.
La talla de la Virgen sedente con el Niño procede de la parroquia de Sansomáin.
- Cruz del Calvario: En un camino cercano a la localidad podemos encontrar una curiosa talla de piedra con una cruz de hierro en la parte superior. Sobre la piedra se ven tallados diversos motivos relacionados con el Calvario.

- Durante la construcción del parque eólico se encontró la base de un antiguo molino harinero del siglo XVII que ha sido reconstruido manteniendo su planta original.[2]

## Actualidad
En la actualidad el valle ha sufrido una fuerte caída demográfica siendo escasas las familias que residen a diario, funcionando la mayor parte de las casas como segunda vivienda para fines de semana o vacaciones.

## Hijos ilustres
Olleta es la localidad natal del director de cine Montxo Armendáriz. Entre sus películas destaca Secretos del corazón, candidata al Óscar de Hollywood y ganadora de cuatro premios Goya.
La rama navarra del apellido Rebolé tiene sus orígenes en este pueblo. En el año 1695, Carlos de Rebole, un italiano natural del Ducado de Milán, que en aquella época era propiedad española, recaló en Olleta. El 25 de diciembre de 1695 se casó con Catalina Jusué Zabalza, natural del pueblo. Tuvieron tres hijos: Domingo, Martín Josef y Miguel. Las razones por las que un italiano llegase a este pueblo no están claras. Puede que fuese un militar o un mercenario del ejército, un artista contratado, o que siguiese el Camino de Santiago que pasa por Olleta. Poco después la familia se mudó a Enériz, donde trabaron contacto con la familia Nagore, terratenientes de la zona de Valdizarbe.[cita requerida]